# Bockholmarna, Helsingfors
Bockholmarna, finska: Pukkisaaret, är en ö i Finland. Den ligger i Finska viken och i kommunen Helsingfors i den ekonomiska regionen  Helsingfors i landskapet Nyland, i den södra delen av landet. Ön ligger nära Helsingfors.
Öns area är 1 hektar och dess största längd är 120 meter i nord-sydlig riktning.